# Lone Sörensen
Lone Sörensen (Frederiksberg, 8 de junio de 1962) es una deportista danesa que compitió en vela en la clase Europe. Ganó dos medallas de bronce en el Campeonato Mundial de Europe, en los años 1981 y 1984.

## Palmarés internacional
| Campeonato Mundial | Campeonato Mundial   | Campeonato Mundial | Campeonato Mundial |
| Año                | Lugar                | Medalla            | Clase              |
| ------------------ | -------------------- | ------------------ | ------------------ |
| 1981               | Hoorn (Países Bajos) | Medalla de bronce  | Europe             |
| 1984               | Kiel (RFA)           | Medalla de bronce  | Europe             |